# Metodologisk naturalism
Metodologisk naturalism är ett metodologiskt förhållningssätt inom naturvetenskap, som innebär att man enbart studerar naturens lagbundenhet, och bara söker förklaringar och ställer upp hypoteser i termer av naturliga orsaker. Man avstår från att åberopa övernaturliga förklaringar eller postulera övernaturliga väsen, som inte följer naturlagar. Den metodologiska naturalismen, i motsats till den metafysiska naturalismen, förnekar inte att något övernaturligt skulle kunna existera, men betraktar det som utanför vetenskapens räckvidd. Forskare kan vara religiös eller ej, men låter i allmänhet inte sin religiösa tro påverka det vetenskapliga arbetet. 
All etablerad naturvetenskap är idag metodologiskt naturalistisk. Exempel på forskningsområden som inte fullt ut är metodologiskt naturalistiska är parapsykologi, religionsvetenskap, studier av vetenskapliga studier av effekten av förbön, med mera.